# Girifalco
Girifalco ist eine italienische Stadt in der Provinz Catanzaro in Kalabrien mit 5434 Einwohnern (Stand 31. Dezember 2023).

## Lage und Daten
Girifalco liegt 32 km südwestlich von Catanzaro am Osthang der Serre. Die Nachbargemeinden sind Amaroni, Borgia, Cortale, San Floro, Squillace und Vallefiorita.

## Sehenswürdigkeiten
Der herzögliche Palast wurde im 17. Jahrhundert erbaut. An der Piazza Vittorio Emanuele steht ein barocker Brunnen. Die Pfarrkirche wurde 1905 erbaut und steht an der Stelle der ehemaligen Dominikanerkirche.